# Tau2 d'Aquari
Per altres sistemes estel·lars amb designació de Bayer, vegeu τ¹ d'Aquari.
Tau² d'Aquari (τ² Aquarii) és una estrella de la constel·lació d'Aquari. És una gegant vermella tipus M de la magnitud aparent +4,05. Està aproximadament a 380 anys llum de la Terra.